# 시가촌 (와카야마현)
시가촌(志賀村)은 와카야마현 히다카군에 있던 촌이다. 현재의 히다카정에 해당한다.

## 역사
- 1889년 4월 1일 - 정촌제 시행에 의해 3개 촌의 구역을 가지고 성립하였다.
- 1954년 10월 1일 - 우치하라촌, 히이자키촌과 합병해 고보시가 성립하여, 동일 시가촌은 폐지되었다.

## 참고문헌
- 『가도카와 일본 지명 대사전 30 和歌山県』